# 致不灭的你
《致不灭的你》是大今良时創作的日本漫畫作品。于讲谈社漫画杂志《周刊少年Magazine》2016年50号至2025年27號连载。本作獲得第43届讲谈社漫画奖少年漫画类奖和2018年日本博覽會漫畫部門達摩新作獎。这是大今良时原創長篇連載漫畫作品中的第二部奇幻作品。作品着墨于一个名為“不死”的神秘存在，它/他具有不死之身和复制其他生物肉体的能力。講述了其存在的故事以及與其他人事物的相遇與别离。

## 登场角色

### 主要角色
不死（聲：川島零士）
不死之身。一開始型態是顆雪白的球體，擁有將自己轉變形態作動物或人和變出死物的能力，其限制是必須要接觸過，變成生物則附加條件是原先的個體死亡，這些條件被觀察者歸類為“刺激”。被觀察者放到了石頭旁邊而化為石頭，其後因爲狼瓊安的死而變成了狼，得到了意識，並遇到在雪地上獨自居住的無名少年，開始了自身探索這個世界的旅程。於旅程中逐漸獲得自己的人格。主要為深怕他人受害，也對使用他人身體有著沉重罪惡感的利他主義者。不死擁有讓他能變身的生命復活的能力，但前提是死者的靈魂得要選擇留在世上而非選擇前往樂園。
敲門者
企圖阻止觀察者記錄萬物的計劃，以解放靈魂為主要目標的群體，並設計成善於掠奪。因此他們會襲擊人類，也會不斷掠取不死的各種生物形態，弱化不死的能力，并用這些形態向不死進行攻擊。在中心部位的核心被剝離主體時即會停止行動。群體内的溝通方式不需要文字。現世篇進化成十分微型，並會寄宿在有想過輕生的人身上，來世篇以電子晶片的型態普及化，並植入在特定小孩的左手上。敲門者的本體就是靈魂本身。

### 序篇登場角色
無名少年（聲：川島零士）
不死遇上的第一位人類青年，男性，不死第一個人類型態的原身。原本住在長年下雪的某個村落，五年前除了他之外大部分村民都出發探索新樂園，並承諾找到新樂園後會接引過來。之後只剩他一人並在某日決定出發後的路途中發現所有村民皆在半路上遇難而意志消沉，由於在路上不小心被樹枝刺傷導致傷口惡化，於彌留之際坐在椅子上向不死表示希望能記得它的存在後過世。
狼·瓊安
全身有著雪白皮毛的狼匹，不知為何受了傷，在不死化身的石頭旁倒下死去，使不死第一次有了生命，並且可以走動。

### 尼南納、亞諾梅篇登場角色
瑪琪（聲：引坂理繪）
尼南納出生的女孩。因爲村内祭祀鬼熊的傳統而被皮歐蘭選中當活祭品。她的夢想是有朝一日成爲母親，常常會和帕洛娜所製作的玩偶玩家家酒，渴望著長大。在見識到亞諾梅國的文字後，也有要爲尼南納做出文字的打算。視不死為自己孩子一般的存在，亦是為他命名「不死」的關鍵人物，在亞諾梅國被囚禁期間細心照顧著不死和鬼熊。因認知到鬼熊其實為普通的熊，極力反對帕洛娜把鬼熊尸體部分帶回尼南納的計劃。在逃獄追逐戰中爲了保護帕洛娜捨身擋箭而死，因而托付成爲母親的夢想給帕洛娜。之後一直以幽靈的狀態跟在不死的身邊。前世篇的後期被不死復活，之後服毒藥自殺。現世篇再次復活。來世篇遭到貝原生物控制公司通緝。
帕洛娜（聲：內田彩）
與瑪琪形同親人的朋友，喜歡製作娃娃。小時候姐姐爲了避免她遭受活祭品難逃一死的命運而用玩游戲的方式將她藏匿，並代替她被獻祭而讓她能活下來，然而村落卻厭惡其逃避責任將她驅逐，才輾轉與瑪琪相遇。因著這段經歷而痛恨祭祀傳統，在瑪琪成為活祭品時不惜一切地去救她。逃獄被追殺時失去了所愛的瑪琪後企圖自盡，但被察覺到瑪琪心意的不死阻止。被不死帶回尼南納後，為了阻止亞諾梅人抓捕不死，鼓勵他離開並活出自己的路，並與村民一同抵禦哈亞瑟的進攻。賈南達篇時，不死從自己能變身成帕洛娜的模樣，與哈亞瑟的口供中得知她已經被俘成仁。
皮歐蘭（聲：愛河里花子）
被亞諾梅人囚禁的老婦。嚮往著自由的生活并希望有一天能回到家鄉和老伴酒爺相見。登場時被迫偽裝成祈禱師，為亞諾梅選擇活祭品。逃出亞諾梅的監獄後與不死一起前往自己的家鄉，並教導不死文字和語言。於賈南達島篇最後與不死的再相遇後，經歷相處過短暫的美好時光，無預警般失智症發作不久後，壽終正寢。
哈亞瑟（聲：齋賀光希）
亞諾梅的軍事領袖之一。原本僅負責監視尼南納活祭儀式，在運送瑪琪至祭場後卻目睹不死打倒鬼熊的場面，認為不死會有用處的她，遂將兩人與鬼熊、帕洛娜帶往尼南納，隨即用藥迷昏，全部囚禁在監獄中。三人逃獄後為留住不死帶隊追擊，結果因射殺瑪琪而被變成鬼熊的不死抓成重傷，然而哈亞瑟卻從此對他產生了極端扭曲的敬畏與愛意，在帕洛娜回到家鄉的過程中不顧傷勢未癒，率軍到尼南納，尋找不死未果並將帕洛娜割喉殺死，事後更成立了以不死為神明的邪教團「守護團」並藉此傳承自身血統，現世篇登場的泉以及水葉即是其後代子孫之一。

### 塔克納哈篇登場角色
古古（聲：白石涼子（少年）、八代拓（青年））
生於貧困家庭的少年，自小和哥哥新相依爲命，直到新把錢全部帶走並離他而去。為了保護喜歡的鈴而被木頭壓到面部重創，因此受到各種的歧視，被人稱之為怪物而戴上面具。生活技能樣樣精通，從打理店面到家務都一手包辦。身體遭到酒爺改造，在肚子裏有裝著烈酒的容器，古古得知後大受打擊而離開酒莊，開始獨自生活，卻再次認清他在人們眼裏就是怪物的事實。視不死像親弟弟一樣的存在，因爲不死會惦念他。在不死在森林再一次被敲門者襲擊時，察覺到自己呼出的酒氣能配合火種達到的噴火效果能對付敲門者，因此用火攻幫助不死把敲門者暫時擊退，第一次感覺到自己的存在意義。在不死到塔克納哈四年後已經成長健碩的青年。在鈴的16歲生日會上敲門者再次襲擊，最終因爲守護鈴而離世，離世前正式地和鈴告白。之後一直以靈魂狀態跟著不死。前世篇的後期被不死復活，之後被反不死團體打成重傷，和他的夥伴一同自殺。現世篇再次被不死復活，雖不習慣高中就學生活但曾搭飛機回到塔克納哈的酒爺家舊地重遊，現世篇尾聲自然死後再次被不死復活。來世篇遭到貝原生物控制公司通緝。
鈴（聲：石見舞菜香）
全名是鈴.克羅普，父親的全名是伊戈斯.克羅普。喜歡離家出走的大小姐，認爲家人不把自己作爲獨立的人看待，厭惡他們處處規範她，因此和父母吵架，並離家到酒爺家住和打工。有一隻名爲米露的狗，它的走失也成爲在古古受傷前兩人在市場裏相遇的契機，爲了表達感謝之情而把她的戒指送給古古。在找到因爲得悉身體被改造而離家的古古後，察覺到古古對自己的心意，告訴古古無論是怪物還是人對她來説也是沒差，鼓勵古古正視她。在她16歲生日會前因爲新帶來的戒指得知古古就是當初市場相遇的男孩，並因爲古古帶來的紫桔梗花得知當初是他救了自己。在古古最後的告白主動打開面具並親吻他。在認知到古古離世之後跟爸爸說不想結婚。40年後，因為不死能變身成鈴的姿態，终身未嫁確定死亡。經營酒爺生前的住家改建的小商店。
酒爺（聲：利根健太朗）
經營賣酒生意，知識豐富的老人。救了瀕臨死亡的古古，將他的身體加以改造，其理由是抵不住嘗試在人體裏裝酒的好奇心。雖然是古怪的人，但適當的時候也會指引古古。40年後，因為不死能變身成酒爺的姿態，確定死亡。現世篇中生前的住家已經成為觀光勝地中的小商店，由新的後代子孫經營。
新（聲：阿部敦）
古古的親生哥哥，把兩兄弟存的錢全部拿走並抛下了弟弟古古。一度過著潦倒的生活，直到古古給了新鈴送他的戒指，才重新振作。在離開四年後重新找在酒爺家生活的古古，還他戒指並希望以實現從前兩兄弟的愿望來向他贖罪，但被古古拒絕。縱使古古拒絕了他的提議，但還是希望古古在有需要的時候找上他，理由是這是他唯一能做出身爲古古兄長的證明。古古離世後，會和鈴在酒爺的店裡幫忙。40年後，因為不死能變身成新的姿態，確定死亡。 在现代篇有他的后代守着经营酒爷的小商店

### 賈南達島篇登場角色
托娜莉（聲：稻川英里）
住在賈南達島上的14歲褐皮膚少女。7歲時因父親涉嫌殺害母親而伴隨父親一同流放到賈南達島。8歲時從父親那獲得一本空白書本，自此她將畢身的經歷都寫成故事記錄其中。後來在島外的港口遇到喬裝的哈亞瑟，哈亞瑟告訴她若想獲得島主的位置以實現願望，就最好把不死誘騙上載有囚犯的船。由於托娜莉一直夢想著能離開賈南達島，於是便將不死與皮歐蘭誘騙上船，爾後皮歐蘭因犯人的身分而被囚禁，便找到理由勸說不死參與島主選拔武鬥大賽。起初她與不死並不合拍，但後來有逐漸理解，其後甚至還一同擊退為數眾多的敲門者。40年後以54歲的中年外貌再度登場。在與不死分道揚鑣擔任賈南達島島主的期間，每日就服用各種毒藥以增加身體對毒物的抗性。再次與不死重逢之時，已對大多毒物免疫，但被希沙梅左手的敲門者在身體內穿出多個孔洞而死亡。死後靈魂並未回歸樂園，而是跟在不死身邊，同時替不死與彭牽線。此外，她手中的托娜莉日記也被出版成書，第一次由不死復活後提筆撰寫不死的傳記，並回到賈南達島終老一世。現世篇已被以14歲的姿態復活，由於身體年齡的緣故，心中暗自對不死有著好感，在學校被假不死人偶攻陷時，手持弓箭挺身而出與之對抗，但沾染到含有敲門者的血液而被寄身，身體被敲門者操控。最後是被悟重製了身體得以恢復原狀。於現代篇的尾聲已老死，並被不死再次復活，一同前往下一個安居之所。來世篇遭到貝原生物控制公司通緝。
桑戴爾（聲：小林優（少年）、興津和幸（成年））
住在賈南達島上的11歲褐皮膚少年。在賈南達島上與敲門者一戰中倖存，長大後成為一名醫生並全心協助島主托娜莉。似乎喜歡托娜莉。
威洛（聲：小伏伸之）
住在賈南達島的少年，身材壯碩。最喜歡的食物是雞肉。擅長使用弓箭。為保護不死、托娜莉和桑德爾，被敲門者寄生而死。
米亞（聲：夏吉優子）
住在賈南達島的少女。9歲時遇到了托娜莉，因有著同樣的遭遇，而成為了朋友。以木製折疊椅作為武器。夢想是成為一名繪畫模特兒。在與敲門人的戰鬥中，被遭寄生的烏帕攻擊而身負重傷。之後也被敲門者寄生而死。
烏帕（聲：小原好美）
住在賈南達島的少女。身材嬌小，頭上纏著一塊布擋住右眼。從小就生於賈南達島而對外界一無所知。興趣是觀察天象。在與敲門人的戰鬥中被敲門者寄生而亡，身體還被操縱，給予米亞致命的一擊。
艾蘭・吉・達爾頓（聲：金光宣明）
托娜莉之父，體格健壯。因謀殺妻子而被流放到賈南達島。為了逃出島而參加了島長選拔武鬥大會，更因此獲得了冠軍，成為島主，最後卻被仇敵下毒毒殺。
南多（聲：奈良徹）
住在賈南達島的青年。因母親犯了罪而弟弟一同流放到了島上。為了帶弟弟逃出島而參加了島主選拔武鬥大會，雖晉級了準決賽，卻輸給了不死。之後，被新任島主托娜莉赦免而帶著一大批孩子離開了賈南達島。40年後，因不死可以變身其外觀，確定死亡。

### 守護團
希沙梅（聲：楠木燈）
哈亞瑟的外孫女，9歲時即擔任守護團團長的職位。與不死初次見面時就立刻上前抱住他，這類特殊的癖好在她的子嗣之間也能見到。左手寄宿著與之共存的敲門者。據她所言，哈亞瑟似乎是抱著強烈意志而死去的，因此死後會轉生到子孫的容器裡，她自己便是祖母哈亞瑟的投胎轉世。除了先天的轉世意志的繼承，哈亞瑟一族更是給予後天的教育以傳承哈亞瑟的遺志，核心目標便是希望獲得不死的孩子。後來與不死分離後，於17歲時生了女兒歐米，又在歐米與不死見面的半年前就死亡了。
歐米（聲：伊藤靜）
希沙梅的女兒。在與不死見面時腹中懷有烏希歐。
烏希歐（聲：遠野光）
歐米的女兒。繼希沙梅後的哈亞瑟第二代繼承人。
琪翠
烏西歐的孫女。哈亞瑟第三代繼承人。
卡哈庫（聲：齋賀光希）
哈亞瑟第六代繼承人，同時也是繼承史上唯一的男性。由於母親在未生下女兒前就過世了，因此破例以男性的身分繼承哈亞瑟的遺志。基本上個性沉穩溫柔，初次見面時表明自己喜歡的是女性，因此沒有像出現像祖先那樣的追求行為。但自從不死為躲避追緝而變身成帕洛娜的模樣時就一見鍾情，之後也出現了祖先那樣的追求行為。左手上的敲門人在經歷數代的繼承後，在他這代變成已經可以隨心所欲的操作。於連利爾篇後段，體諒著不死的辛勞並一心想守護不死的人性，在想解決不死的壓力的同時，他手上的敲門者襲擊不死並將所有容器全數奪走並逃跑了。卡哈庫後來追上逃跑並寄生於喵咪身上的敲門者，將其說服重新寄身於自己身上後，前往貝涅特教的大本營投身熔鐵爐中自殺而死。於現世篇並未復活，可見其靈魂選擇繼續投胎轉世，而非跟隨著不死。

### 烏拉里斯篇登場角色
彭先・尼柯利・拉・提斯提皮奇＝烏拉里斯/春捲男爵（聲：子安武人、內山夕實（少年））
烏拉里斯王國第一王子，通稱彭王子、彭大人。是個既傲慢又帶著點孩子氣的人。為了獲取父親的信賴以獲得王位而積極捕捉不死。然而實際上他是位體恤民心而深受國民喜愛的王子。同時具備著靈媒的體質，被觀察者稱作偶發的不良品，能看見靈魂並與之交流，甚至還因此被家人施以強制驅魔的儀式。曾在較年輕的一段時期睡前都會與托娜莉的靈魂聊天，並從她那聽聞許多關於不死的傳說，由於本身看得見靈魂，因此能從變換成不同身形的不死背後看到跟隨的靈魂，從而認出不死。此外彭王子是第一位發現不死能夠復活已死之人的人，但一開始深怕被不死發現後，其將復活原先的同伴後就不會待在他身邊而選擇不說。後來被反不死派的貝涅特教以異端分子的罪名而逮捕，被迫宣示放棄不死以效忠貝涅特教，但被其拒絕，因此被下令處死，在處刑時的緊急之下被不死救出並被做出另一具身體作為替代以被斬首。在大難不死後，對外宣稱彭王子已死，因此是以春捲男爵的身分活著。於連利爾篇尾聲為了喚醒變回球的不死而在他面前自殺，因自己死亡後而獻給不死自己容器的情報，成功使不死再次擁有意識。戰後成為國王的得力左右手，在家人的圍繞下逐漸死去。於現代篇中被復活，憑藉財團的力量而擔任眾人的疑難雜症解決役，時常指引因無法判斷敲門者是否仍該驅逐而迷失的不死，並於現代篇的尾聲自然老死後，再次被不死復活，並一同前往他們的下一個安居之所。來世篇遭到貝原生物控制公司通緝。
愛麗絲/托多（聲：渡邊明乃）
彭王子的隨從，自幼時即伴隨父親於烏拉里斯王國擔任裁縫師，由于幼时与王子搭话被认定"勾引王子 "而被解雇，并离开了城堡，留给王子一块绣花手帕。但之後沉迷於開張於家附近的甜點店，因而身形逐漸圓潤。当她长大后来面试城堡的女仆职位时，王子雇用她为'女椅'（字面意思是做王子的椅子），而不知道她其實是个女人。並曾與彭王子一同參與抵抗敲門者的戰鬥並凱旋而歸，其後與彭王子一同被貝涅特教以異端分子的罪名逮捕並囚禁於小籠內。因条件恶劣而憔悴后，与他一起被关在笼子里，又恢复了以前的娇媚模样。
國王（聲：宇垣秀成）
髮型龐大但表情溫和的男性。為彭、波科亞與托爾塔之父親。同時是將托爾塔選為下任王權繼承人之人。
王妃（聲：日笠陽子）
身著奇裝異服的女性。為彭、波科亞與托爾塔之母親。儘管以她的時代而言算是較能敏感察覺他人狀況之人，但她同樣無法理解她的長子彭的奇異行徑，並且十分擔心他的將來。
托爾塔（聲：潘惠美）
彭的弟弟，如同其父親一般具備溫和氣質的男性。但被彭稱作鼻涕蟲托爾塔。他因有著能悲憫孤兒院並對之捐錢的人格而被父親選作下任王室的繼承人。
波科亞（聲：古賀葵）
彭的妹妹，惹人憐愛的話滔少女，說話含糊不清是她的個人特色之一。但在重要的儀式場合說話又能十分犀利清楚
氛（聲：鹿糠光明）
居住於烏拉里斯城堡廚房內的男性靈魂，彭是唯一一位能看得到他的人。曾居住於城堡內的天花板中，但在城堡遭遇攻擊時受到牽連而死亡了。外貌的特徵為頭上有一把插於其中的長劍。曾經偷偷警告彭，其母親於料理中藏有他所討厭的青花菜。前世篇最後跟著被不死復活。
尼克森（聲：吉野裕行）
衣裝襤褸且失去左腕的男性靈魂。是彭練習劍術的對象，且僅有彭能夠看到他。由於能夠穿透物體，因此也被彭推測是某種靈魂般的存在。
賽里拉（聲：宮本充）
貝涅特教的祭司，發言中總是會強調自己叫做賽里拉。將不死以惡魔的罪刑逮捕並囚禁於四壁無出口的鐵製牢籠中並從中注入熔解的鐵虐待之，同時也以異端份子的理由逮捕了彭與托多，將兩人囚禁於小籠內，同時等待著裁決他們的時刻到來。前世篇最後於卡哈庫跳下熔鐵爐自殺時，走避不及下被火藥爆炸時噴濺的鐵水燒死。
小茶（聲：依田菜津）
當彭與托多被捕時在小籠內遇到的光頭少年，母親早在三個月前與他意外被抓分開時虐待而死，一開始不相信直到彭說出衣服等細節後才終於接受，不死將三人救出來後成為皇宮職員之一。
馬
觀察者取不死的肉所打造的一匹白馬，身體耐操但並沒有從中獲得不死的能力。靈魂為皮歐蘭的，因此實為皮歐蘭的轉世。爾後不死也於烏拉里斯王國的馬廄相中這匹白馬。於現代篇被不死取名為梅蘭。

### 王都連利爾篇角色
凱・雷納德．洛爾（聲：加瀨康之、小市真琴（少年））
原所屬於彭王子的烏拉里斯軍隊，為人忠誠，擁有強健的體魄，並擅於製造武器。在彭的推薦下於連利爾城與不死相遇，於敲門者持續嘗試攻陷連利爾城的期間，不斷被不死復活並與敲門者作戰，因此被稱為不滅的戰士。兒時與祖母與父親一同生活，父親擔任鐵匠，在祖母患病時經常被父親施以家暴，在之後敲門者的入侵而感到解脫，因而加入烏拉里斯王國的軍隊。戰後回到烏拉里斯城過上普通的人生，最後因罹患與父母相同的遺傳性疾病而亡。於現代篇被不死復活，被不死認為是像同事一般的存在，自然老死後再次被復活，並與不死一同前往新的安居之所。來世篇遭到貝原生物控制公司通緝，已成為專門維修當代AI人偶的老匠師，同時修復不死人偶以及幫螃蟹太郎玩具升級內部系統。
海洛．利奇（聲：石川界人、井上麻里奈（少年））
前貝涅特教總部的主領兵，個性沉著冷靜，面容姣好，更擁有背教勇氣，但嘴中沒有牙齒同時患有先天性痛覺缺失症，沒有痛覺。在彭的推薦下於連利爾城與不死相遇，於敲門者持續嘗試攻陷連利爾城的期間，不斷被不死復活並與敲門者作戰，因此被稱為不滅的戰士。兒時被貝涅特教教團認定為惡魔附身的孩子，因此所有的牙齒只要生長就會全數拔除，爾後因出眾的劍術才能而得以離開那個監管他的地方，並獲得人生的第一副假牙，得以啃食食物的美味。戰後手持托娜莉的書本到世界各地的教會宣傳不死並非惡魔的想法，但被反不死一派人馬捉住，死於祭壇上。於現代篇被不死復活，被不死認為是像同事一般的存在，並且成為一位高中生，於畢業後甚至還努力考取烘焙師執照，擁有得以在現代社會生存的技能，自然老死後再次被復活，並與不死一同前往新的安居之所。來世篇遭到貝原生物控制公司通緝。
梅沙爾．羅賓．巴斯塔爾（聲：宮下榮治、水野麻里繪（少年））
個性放蕩不羈的褐皮膚男子，為彭的舊識，擁有火力強大的槍砲。在彭的推薦下於連利爾城與不死相遇，於敲門者持續嘗試攻陷連利爾城的期間，不斷被不死復活並與敲門者作戰，因此被稱為不滅的戰士。實為雅爾梅公主同父異母的哥哥，儘管沒有明說，但實際上喜歡著自己的妹妹，在眼見妹妹即將輕生時阻止了她，但她仍然遭敲門者寄生而亡，因而大受打擊。戰後回到烏拉里斯城過上奢糜放縱的酗酒生活，最後中毒而亡。於現代篇被不死復活，被不死認為是像同事一般的存在，在現代社會裡過著成天遊手好閒不工作，只知道賭博玩樂的生活，然而與表面的放蕩不羈不同的是，他平常頗擅長觀察周遭人物的變化，並從中私下給予幫忙，自然老死後再次被復活，並與不死一同前往新的安居之所。來世篇遭到貝原生物控制公司通緝。
喵咪（聲：廣橋涼）
珍稀的陶器族人少女，為不死於城內的一處馬戲團旁的籠內發現的，後續不死私自融化鐵籠帶領她與她的弟弟逃跑，但弟弟卻因身體不堪負荷而先行歸西了。平常的溝通都是透過陶器的觸摸來進行的，陶器族人並不擅長口語交流，因此不死與其對話時都是透過變身成其死去的弟弟來達成。擁有敏銳的第六感得以察覺事物的變化，於連利爾城遭敲門者進攻時，是第一位察覺到下水道的水中有毒的人。於戰爭後期被卡哈庫左手上的敲門者寄生，並利用敲門者的偵測能力回到球體型態的不死身邊，指出他的位置後就先行離開，前去自殺，但因左手上敲門者的阻止而未遂。其後被卡哈庫所救，但仍在幾天內因失血過多而亡。於現代篇被不死復活，在家教的引導下學會許多嶄新的事物，自然老死後再次被復活，並與不死一同前往新的安居之所。來世篇遭到貝原生物控制公司通緝，確定在凱的工作室內負責輔助維修的工作，除了能用特製頭盔與耳機以腦波控制上面的泥土來表達與溝通外並學會跟食物有關的片語。
雅爾梅公主（聲：下屋則子）
連利爾王國的公主，個性沉靜凜然，為梅沙爾同父異母的妹妹，由於母親的教誨而經常戴著面紗擋住自己漂亮的臉蛋，起初對不死與彭一行人聲稱欲保護將被敲門者入侵的連利爾抱有懷疑心態。在國王駕崩後，被指示兄妹倆要承擔王國，因而不堪負荷而選擇輕生，被梅沙爾及時阻止，但仍然被敲門者寄生因而死亡了。爾後因靈魂選擇前往樂園而非留在現世而無法被不死復活。
卡姆（聲：落合福嗣）
連利爾王國的守衛兵。身形圓潤且個性溫和，在某次訓練中偶然得知不死的秘密，雖在醫院外的戰鬥中被大量敲門者攻擊並被砲彈砸中而死，但由不死復活。戰爭結束後成為不死在連利爾住處的守墓人。

### 現世篇角色
水葉（聲：楠木灯）
祐樹的學姊，國中二年級，校內知名的資優生兼美少女。哈亞瑟第十八代繼承人。有著些微的完美主義，做任何事情都比他人更快學會並且精通，因此實際上性格有些自負。於學校內被部分同性同儕排擠，並對其的私生活造謠；於家中為聽從母親指示的乖乖牌，作為母親的成就感來源而活著，多重壓力下的她經常私下想著要輕生，因而被哈亞瑟歷代的左手敲門者寄生。在水葉的壓力無法負荷時，敲門者會取代原人格出來替她減輕壓力，例如殺掉母親與同學。在某次逃家與爺爺見面時得知不死的存在，又因在街上見到他而確信他的存在為真，便開始病態性的追求不死求愛。擅長說一些情緒勒索的話語控制他人，並且同時有著一絲絲的自戀，會認為他人對自己好就是喜歡自己。在從水森的敲門者那獲得不死的其中一具軀殼後對其改造，讓其變成充斥敲門者的攻擊性人偶，並以為了讓周遭環境變得更美好為由而打算奪走學校師生的性命並由敲門者取代之，但最後不果，而自己所在的地下祭壇也崩塌並且當場摔死了，身體又被敲門者取走前去找不死決鬥並打算「重新來過」。事畢與其家人一同被不死復活，成為感情融洽的一家人。18歲後的生日會上，為了希望自己年輕時的樣貌能永存不死的心中，而向不死約定好在她出國後永遠不要再與她相見。
青木祐樹（聲：潘惠美）
神秘事件研究社副社長，國中一年級，喜歡水葉。個性看似是粗枝大葉又熱血，實則聰明細心，但口風卻不太緊。在某次釣魚時抓到了變身成河豚型態的不死，經過一番折騰後，把變回人形態的不死說服並將回家中，並與不死同居。經常幫助與敲門者戰鬥的不死，並自行分析出敲門者可能的策略與行動方向。對於與敲門者共存有異常的執著，甚至甘願喝下由敲門者假冒的水葉所要求喝下的水，但實際上該杯水中含有敲門者，於是也被敲門者寄生了。但爾後其體內的敲門者並沒有取走他的身體，而是與之共存。畢業後經營介紹敲門者存在的網站，致力於推動人類知悉敲門者的存在。於現代篇末期，60年後已死去，而青木在生前留下了許多豐功偉業，他成為敲門者領域的名譽教授，並發明數項針對敲門者寄生的抑制與控制產品，儘管出產了許多看似抵抗敲門者的產品，實則為專心推動與敲門者共存理念之人。
青木愛子（聲：古賀葵）
祐樹的妹妹，是個成熟懂事的小大人。起初不死來到家中時，與哥哥一同積極說服爺爺收留不死。經常以避免經濟通膨為由禁止不死恣意製作鈔票，也向不死解釋過何謂愛的定義，甚至還會參加淨灘等公益活動。60年後仍活在世上，只是已經老去。
青木和光（聲：樫井笙人）
祐樹與愛子的爺爺，相當寵愛他的孫子們。因無法抗拒孫子的撒嬌攻勢而同意收留不死。60年後已死去。
泉
水葉之母，雖為哈亞瑟一族的後裔，但已與家裡斷絕往來。從小憎惡著經營邪教守護團的家裡，適婚年齡後被家裡以生出健康的哈亞瑟後代為名義逼婚，她無法接受這種荒唐的事而離開自己的家。之後與一位男子結婚並生下了水葉。為了向家裡證明，自此她將生命中所有的期待都放在水葉身上，打算把她培育成一個卓越的孩子，可說是十分溺愛水葉，但那愛也包含著十足的自私，僅僅是利用水葉的成就來滿足自己的自尊心，而沒有考慮到水葉是一個獨立的個體。某次得知自己的丈夫實際上也是守護團的信徒而崩潰，心生死欲而被敲門者寄生。由於將水葉的人生視作自己的人生，而當水葉越來越優秀時就意味著更適合擔任第十八代，從而心生許多壓力，因此身體經常被敲門者奪去使用，同時她也發現自己出現許多記憶斷層，起初與醫生都以為只是壓力過大所產生的失憶現象。其後為了不想忘記自己與水葉之間的回憶，而在私底下建立了許多回憶點滴的相片來彰顯自己對女兒的愛。其後，發現了女兒察覺了不死的存在而想緊急搬家，並且拉攏女兒的心，而隨便拿一個商家買來的髮圈送給水葉並欺騙她，但終被水葉發現，而引起水葉極大的失望與壓力，從而被寄生水葉身體的敲門人殺死，之後成了靈魂，身體正式被敲門者佔據取代，並在世間漫遊時被彭發現，與彭交換了許多情報。但在之後，眼見寄生其身的敲門人在與不死對弈時，表現出欲保護女兒的高度的愛，而且自己的女兒居然也選擇了冒牌貨的自己，而對女兒感到很失望。在敲門者皆選擇重新來過之後，被不死復活，一改以前那種不適當的管教與愛，成為一個較為健全的家庭。
阪奈（聲：內田彩）
水葉少數的同性好友，國中二年級生，神秘事件研究社社長。與水葉有些一言難盡的同性間的親密關係。頭上的羽毛髮飾是與水葉之間友情的證明。其後因水葉展現自己高度的自負與自戀，而在她面前丟棄了那個羽毛髮飾。但在水葉不來學校只待在地下祭壇時，仍然展現對於水葉的在乎，為選擇解救水葉而前往地下祭壇的同學之一。高中畢業未繼續升學，志向是成為幼稚園老師。
玉木一夢（聲：落合福嗣）
船場鈴彥（聲：澤城千春）
風奈
原本討厭著水葉的女孩，國中二年級生。性格開朗活潑，儘管表面看不出來，但其實與朋友處得並不好，有自殺念頭，所以被敲門者寄生。之後被寄生水葉的敲門者殺死，身體正式被敲門者奪走。佔據其身的敲門者爾後前去排除掉化身為悟的觀察者，但被單方面壓制，被變成花朵之後取出燒掉。在變成靈魂狀態的她到處觀察各種人事物，從而感到自己的人生也不是那麼糟糕，也更能同理水葉的行為，因此在重新回到自己的軀體後，便向水葉釋出了以前不可能有的善意。
弘敏
水森的義兄，尼特族兼重度妹控。由於父親的再婚而有了水森這位義妹，極度溺愛她。自從目睹水森的自殺卻毫髮無傷且貌似變了個人之後，經常跟蹤她。為了拯救被敲門者寄生的妹妹而挺身與敲門者對抗。在與寄生水森的敲門者戰鬥時，單方面被壓制，但也成功激起水森的生存意志，使敲門者的大義不復存在。
水森
個性害羞內向的可愛女孩，渴望家庭的溫暖，為弘敏的義妹。由於母親的再婚而有了弘敏這位義兄。從小母親就成天與不同的男朋友一起約而忽視她，因而成了鑰匙兒童。有次因母親的冷漠以及與同儕之間的親情比較，而備感失落，於是選擇從稍微高處跳下，故受傷，但母親眼見如此，不是立即安慰她，而是責罵她造成她的經濟壓力，她因而心生自殺念頭，從而被敲門者正式寄生。敲門者平時會代替無法承受壓力的她接受母親的負面情緒。除了家庭的問題之外，在校也因為自己的個性而沒有朋友，不勘壓力負荷最終選擇從學校頂樓自殺成功，之後身體完全被敲門者奪走。自己成了靈魂卻依然沒有選擇前往樂園，而是留在現世，因此被彭發現其存在，請不死對完全寄生替代她的敲門者進行攻擊，卻被弘敏阻止，最後不果。由於體內寄生的敲門者比較好戰，後續仍有主動與不死交戰兩次，其中弘敏奮力的保護她使她激起生存意志，最終寄生並佔據其身體的敲門者被寄生風奈的敲門者處理掉而「重新來過」。接著，不死便打造一副新的軀殼，使她重新復活。回到學校後，由於自己的個性依然內向害羞，因此原先由敲門者所交的朋友還是遠離她了，依然回到最平常的生活模式。
澄香
悟與美智所待的育幼院裡的負責人。個性是個十足的大姊頭。替化身人類的觀察者取了悟這個名字，同時也是他的監護人。起初得知內向沉靜的悟疑似交了朋友而感到十分開心，爾後卻發現不死弄傷了悟，而積極趕跑不死這個壞朋友。
美智
與悟待在同一所育幼院。自幼即患絕症，身體感到十分痛苦，便心生死去的念頭，而被敲門者寄生。於醫院心跳正式停止的同時，被敲門者完全取代而隨即恢復了生命機能，但美智本人的靈魂已前往樂園，身體完全由敲門者取代，因此為所謂的「全殺體」。在取代風奈的敲門者前往排除悟時，與緊接著而來的不死戰鬥，但被毒針迷昏。實際該敲門者為對人類比較友好的類型，因此後來與祐樹合作，化名為「敲敲」並一同拍攝敲門者的介紹影片，對社會大眾宣傳敲門者的存在。起初眾人以為那只是特效，但後來敲敲露臉，社會便引起一片譁然，也因此遇到一些挑釁的民眾，但後續也有化解危機。六十年後仍然活在世上，並且感謝祐樹於生前所作的一切貢獻。

### 來世篇角色
不死人偶／多蘿
螃蟹太郎
安東·戴伊
拉比特·戴伊
阿貝爾
特拉比
複製體32號

### 其他角色
觀察者（聲：津田健次郎）
一直以旁白述說不死成長的方式存在，現身時是個身披黑色斗篷的男人，因此不死稱他為「黑色的」。他指出不死的使命就是把地球上的所有都記錄下來，也指出敲門者的目的是將世界徹底瓦解。有和大地相連的能力，因此在不死應對敲門者時能精確地提出情報，但此能力在現世篇已轉交給了不死，並化爲凡人，一位名爲悟（聲：花守由美里）的少年。以悟的身分生活在世上時，對自己設下了四年後喪失一切非人能力與記憶的限制，希望不死能獲得他所有的能力並取代他。實際上觀察者的真實身份為物質世界的造物主兼掌舵者，雖然無法控制靈魂但可以掌控所有靈魂附身的物質本身，由於觀察者想創造一個與祂自己的永恆所相反的世界而創造了地球，並製作有限生命的世界萬物，其後開始欣賞起人類因壽命有限而會彼此哀弔的美，進而心生想成為普通的人類，並逐漸在世上死去消失的想法，也是為了此而創造不死，希望不死能取代祂而繼續保存並營運這個世界。

## 出版書籍
| 冊數 | 講談社         | 講談社                                                  | 東立出版社     | 東立出版社                           | 黑龙江少年儿童出版社 | 黑龙江少年儿童出版社   |
| 冊數 | 發售日期       | ISBN                                                    | 發售日期       | ISBN / EAN                           | 發售日期             | ISBN                   |
| ---- | -------------- | ------------------------------------------------------- | -------------- | ------------------------------------ | -------------------- | ---------------------- |
| 1    | 2017年1月17日  | ISBN 978-4-06-395842-3                                  | 2017年6月19日  | ISBN 978-986-486-382-2（首刷附錄版） | 2022年9月            | ISBN 978-7-5319-7442-0 |
| 2    | 2017年3月17日  | ISBN 978-4-06-395887-4                                  | 2017年9月18日  | EAN 471-0945-55327-6（首刷附錄版）   | 2022年9月            | ISBN 978-7-5319-7442-0 |
| 3    | 2017年6月16日  | ISBN 978-4-06-395955-0                                  | 2017年10月18日 | EAN 471-0945-55332-0（首刷附錄版）   | 2022年9月            | ISBN 978-7-5319-7442-0 |
| 4    | 2017年9月15日  | ISBN 978-4-06-510189-6                                  | 2017年12月4日  | EAN 471-0945-55354-2（首刷附錄版）   | 2022年9月            | ISBN 978-7-5319-7442-0 |
| 5    | 2017年11月17日 | ISBN 978-4-06-510385-2                                  | 2018年1月15日  | EAN 471-0945-55436-5（首刷附錄版）   | 2022年9月            | ISBN 978-7-5319-7442-0 |
| 6    | 2018年2月16日  | ISBN 978-4-06-510963-2                                  | 2018年4月16日  | EAN 471-0945-55546-1（首刷附錄版）   | 2023年3月            | ISBN 978-7-5319-7914-2 |
| 7    | 2018年6月15日  | ISBN 978-4-06-511410-0                                  | 2018年8月31日  | EAN 471-0945-55731-1（首刷附錄版）   | 2023年3月            | ISBN 978-7-5319-7914-2 |
| 8    | 2018年9月14日  | ISBN 978-4-06-512231-0                                  | 2018年11月26日 | EAN 471-0945-55792-2（首刷附錄版）   | 2023年3月            | ISBN 978-7-5319-7914-2 |
| 9    | 2018年12月17日 | ISBN 978-4-06-513396-5                                  | 2019年3月14日  | EAN 471-0945-55804-2（首刷附錄版）   | 2023年3月            | ISBN 978-7-5319-7914-2 |
| 10   | 2019年4月17日  | ISBN 978-4-06-514449-7                                  | 2019年6月14日  | EAN 471-0945-55945-2（首刷附錄版）   | 2023年3月            | ISBN 978-7-5319-7914-2 |
| 11   | 2019年8月16日  | ISBN 978-4-06-515316-1                                  | 2019年12月26日 | EAN 471-0601-04057-7（首刷附錄版）   | 2023年7月            | ISBN 978-7-5319-8177-0 |
| 12   | 2020年1月17日  | ISBN 978-4-06-517663-4                                  | 2020年6月4日   | ISBN 978-957-26-4763-9               | 2023年7月            | ISBN 978-7-5319-8177-0 |
| 13   | 2020年7月17日  | ISBN 978-4-06-519308-2 ISBN 978-4-06-520648-5（特裝版） | 2020年11月19日 | EAN 471-0601-04367-7（特裝版）       | 2023年7月            | ISBN 978-7-5319-8177-0 |
| 14   | 2020年12月17日 | ISBN 978-4-06-521479-4                                  | 2021年4月6日   | ISBN 978-957-26-6266-3               | 2023年7月            | ISBN 978-7-5319-8177-0 |
| 15   | 2021年4月15日  | ISBN 978-4-06-522887-6                                  | 2021年8月20日  | ISBN 978-957-26-6949-5               | 2023年7月            | ISBN 978-7-5319-8177-0 |
| 16   | 2021年8月17日  | ISBN 978-4-06-524555-2                                  | 2021年11月29日 | ISBN 978-957-26-7673-8               |                      |                        |
| 17   | 2022年2月17日  | ISBN 978-4-06-526901-5                                  | 2022年7月4日   | ISBN 978-957-26-8842-7               |                      |                        |
| 18   | 2022年9月16日  | ISBN 978-4-06-529131-3                                  | 2023年2月10日  | ISBN 978-626-347-407-9               |                      |                        |
| 19   | 2023年2月17日  | ISBN 978-4-06-530626-0                                  | 2023年8月3日   | ISBN 978-626-360-386-8               |                      |                        |
| 20   | 2023年8月17日  | ISBN 978-4-06-532192-8                                  | 2024年1月22日  | ISBN 978-626-02-0081-7               |                      |                        |
| 21   | 2024年1月17日  | ISBN 978-4-06-534185-8                                  | 2024年5月17日  | ISBN 978-626-02-1322-0               |                      |                        |
| 22   | 2024年6月17日  | ISBN 978-4-06-535784-2                                  | 2024年12月6日  | ISBN 978-626-02-2928-3               |                      |                        |
| 23   | 2024年11月15日 | ISBN 978-4-06-537434-4                                  | 2025年6月20日  | ISBN 978-626-02-4217-6               |                      |                        |
| 24   | 2025年4月16日  | ISBN 978-4-06-539095-5                                  |                |                                      |                      |                        |
| 25   | 2025年8月12日  | ISBN 978-4-06-540005-0                                  |                |                                      |                      |                        |

## 電視動畫
原定2020年10月於NHK教育頻道每週一深夜10點播出，後因COVID-19之影響，延期至2021年4月播出。第二季於2022年10月始播出。2023年3月12日宣布製作第三季。

### 製作人員
|                | 第1期            | 第2期            |
| -------------- | ---------------- | ---------------- |
| 原作           | 大今良時         | 大今良時         |
| 導演           | 村田雅彦         | 佐山聖子         |
| 系列構成、編劇 | 藤田伸三         | 藤田伸三         |
| 人物設定       | 薮野浩二         | 薮野浩二         |
| 道具設定       | 相澤楓           | 森木靖泰         |
| 美術監督       | 澀谷幸弘         | 羽根廣舟         |
| 美術設定       | 藤瀨智康         | 椎野隆介         |
| 色彩設計       | 福田由布子       | 梅崎弘子         |
| 攝影監督       | 織田賴信         | 青木孝司         |
| 3DCG監督       | 織田賴信         | 中島聰美         |
| 剪輯           | 池田康隆         | 須藤瞳           |
| 音樂           | 川崎龍           | 川崎龍           |
| 音響監督       | 高寺雄           | 高寺雄           |
| 製片人         | 井石綾           | 加藤友梨         |
| 動畫製片人     | 小澤十光         | 宮腰徹           |
| 制作總監       | 坂田淳、八木雪子 | 坂田淳、八木雪子 |
| 動畫制作       | Brain's Base     | Drive            |
| 製作・版權     | NHK              | NHK              |

### 主題曲
第一季
主題曲《PINK BLOOD》
主唱：宇多田光
片尾曲《Mediator》
作曲、編曲：濱渦正志
第二季
主題曲《PINK BLOOD》
主唱：宇多田光
片尾曲《Roots》
作曲、編曲：濱渦正志

### 各話列表
第一季
| 話數 | 日文標題 | 中文標題         | 劇本     | 分鏡     | 演出       | 作畫監督                     | 放送日期       |
| ---- | -------- | ---------------- | -------- | -------- | ---------- | ---------------------------- | -------------- |
| #1   |          | 最後的一人       | 藤田伸三 | 村田雅彥 | 村田雅彥   | 薮野浩二                     | 2021年 4月12日 |
| #2   |          | 不聽話的女孩     | 藤田伸三 | 村田雅彥 | 村田雅彥   | 松本健太郎                   | 4月19日        |
| #3   |          | 小小的進化       | 藤田伸三 | 村田雅彥 | 山内東生雄 | 山川拓己                     | 4月26日        |
| #4   |          | 龐大的容器       | 藤田伸三 | 相澤昌弘 | 山内東生雄 | 本多孝敏                     | 5月3日         |
| #5   |          | 一起前往的人     | 藤田伸三 | 村田雅彥 | 村田雅彥   | 薮野浩二、松本健太郎         | 5月10日        |
| #6   |          | 我們的目的       | 藤田伸三 | 勇夢     | 山内東生雄 | 澀谷一彦                     | 5月17日        |
| #7   |          | 希望改變的少年   | 藤田伸三 | 村田雅彥 | 村田雅彥   | 山川拓己                     | 5月24日        |
| #8   |          | 怪物兄弟         | 藤田伸三 | 後藤圭二 | 小川治人   | 松本健太郎                   | 5月31日        |
| #9   |          | 記憶深處         | 藤田伸三 | 大原實   | 山内東生雄 | 山川拓己、澀谷一彦           | 6月7日         |
| #10  |          | 新的家族         | 藤田伸三 | 後藤圭二 | 藤田香文   | 相坂直樹                     | 6月14日        |
| #11  |          | 來自過去的禮物   | 藤田伸三 | 村田雅彥 | 村田雅彥   | 松本健太郎                   | 6月21日        |
| #12  |          | 醒覺             | 藤田伸三 | 村田雅彥 | 村田雅彥   | 薮野浩二                     | 6月28日        |
| #13  |          | 更高層的意志     | 藤田伸三 | 村田雅彥 | 大城美幸   | 西川繪奈、羽山賢二、川添政和 | 7月13日        |
| #14  |          | 自由之島・賈南達 | 藤田伸三 | 大宙征基 | 山内東生雄 | 澀谷一彦                     | 7月20日        |
| #15  |          | 名爲托娜莉的少女 | 藤田伸三 | 大宙征基 | 尾上皓紀   | 山川拓己                     | 7月27日        |
| #16  |          | 孩子們的夢想     | 藤田伸三 | 村田雅彥 | 山内東生雄 | 松本健太郎                   | 8月3日         |
| #17  |          | 先覺者           | 藤田伸三 | 大原實   | 藤田香文   | 相坂直樹                     | 8月10日        |
| #18  |          | 爲了繼續前進     | 藤田伸三 | 大宙征基 | 佐沼健     | 水竹修治、澀谷一彦           | 8月17日        |
| #19  |          | 猶豫不決的殺意   | 藤田伸三 | 村田雅彥 | 村田雅彥   | 山川拓己、松本健太郎         | 8月24日        |
| #20  |          | 餘音             | 藤田伸三 | 村田雅彥 | 村田雅彥   | 薮野浩二                     | 8月31日        |

第二季
| 話數 | 日文標題 | 中文標題       | 劇本     | 分鏡               | 演出     | 作畫監督                                                                 | 總作畫監督 | 放送日期        |
| ---- | -------- | -------------- | -------- | ------------------ | -------- | ------------------------------------------------------------------------ | ---------- | --------------- |
| #1   |          | 轉世的執念     | 藤田伸三 | 佐山聖子           | 濱田將太 | 中村和代、重松晉一、、八木澤修平、熊谷哲矢                               | 木村友美   | 2022年 10月23日 |
| #2   |          | 令人悸動的遺言 | 藤田伸三 | 佐山聖子           | 田中貴大 | 吉田龍一郎、藤田正幸、牛之濱由惟、重松晉一、熊谷哲矢                     | 前澤弘美   | 10月30日        |
| #3   |          | 備受期待的人   | 藤田伸三 | 佐山聖子           | 渡邊正彥 | 杭新華、錢嘉瑜、熊谷哲矢                                                 | 木村友美   | 11月6日         |
| #4   |          | 看見一切的青年 | 藤田伸三 | 佐山聖子           | 曽根利幸 | 木村友美、小田真弓、重松晉一、藤田正幸、熊谷哲矢                         | 青野厚司   | 11月13日        |
| #5   |          | 聖者的遠征     | 藤田伸三 | 濱田將太           | 濱田將太 | 、中村和代、藤田正幸、八木澤修平、熊谷哲矢                               | 木村友美   | 11月20日        |
| #6   |          | 異端之徒       | 藤田伸三 | 佐山聖子           | 松本義久 | 山本恭平、櫻井木之實、松下純子、福島喜晴、熊谷哲矢                       | 前澤弘美   | 11月27日        |
| #7   |          | 懲罰與寬恕     | 藤田伸三 | 佐山聖子           | 田中貴大 | 小田真弓、重松晉一、Nyki、安達祐輔、熊谷哲矢                             | 木村友美   | 12月4日         |
| #8   |          | 夢的前方       | 藤田伸三 | 山川吉樹           | 渡邊正彥 | 南伸一郎、龜田朋幸、、中村和代、熊谷哲矢                                 | 青野厚司   | 12月11日        |
| #9   |          | 擴散的意識     | 藤田伸三 | 佐山聖子           | 吉田俊司 | 中澤勇一、龜田朋幸、大久保義之、南伸一郎、熊谷哲矢                       | 天崎學     | 12月18日        |
| #10  |          | 共鳴           | 藤田伸三 | 佐山聖子           | 浅見松雄 | 森悅史、中島美子、白石悟、松下清志、熊谷哲矢                             | 前澤弘美   | 12月25日        |
| #11  |          | 肉的價值       | 藤田伸三 | 濱田將太           | 渡邊正彥 | 飯飼一幸、清水勝祐、、熊谷哲矢                                           | 木村友美   | 2023年 1月8日   |
| #12  |          | 面紗所隱藏之物 | 藤田伸三 | 佐山聖子           | 佐山聖子 | 中村和代、飯飼一幸、龜田朋幸、重松晉一、熊谷哲矢                         | 青野厚司   | 1月15日         |
| #13  |          | 賢者的真身     | 藤田伸三 | 佐山聖子           | 佐沼ケン | 藤崎真吾、古德真美、今門卓也、杭新華、熊谷哲矢                           | 前澤弘美   | 1月22日         |
| #14  |          | 再生之朝       | 藤田伸三 | 佐山聖子           | 吉田俊司 | 飯飼一幸、清水勝祐、、天崎學、熊谷哲矢                                   | 前澤弘美   | 1月29日         |
| #15  |          | 磨損的自我     | 藤田伸三 | 濱田將太           | 渡邊正彥 | 大久保義之、中村和代、柳野龍男、飯飼一幸、龜田朋幸、熊谷哲矢             | 青野厚司   | 2月5日          |
| #16  |          | 不滅的三戰士   | 藤田伸三 | 佐山聖子           | 佐山聖子 | 重松晉一、清水勝祐、安達祐輔、蒼依ふたば、熊谷哲矢                       | 木村友美   | 2月12日         |
| #17  |          | 想要守護之物   | 藤田伸三 | 山川吉樹、佐山聖子 | 吉田俊司 | 天﨑まなむ、柳野龍男、前澤弘美、重松しんいち、大久保義之、熊谷哲矢       | 青野厚司   | 2月19日         |
| #18  |          | 不死之身的死   | 藤田伸三 | 佐山聖子           | 淺見松雄 | 森悅史、中島美子、松下清志、木下由美子、扇多惠子、熊谷哲矢               | 木村友美   | 2月26日         |
| #19  |          | 然後走向日出   | 藤田伸三 | 佐山聖子           | 渡邊正彥 | Nyki、龜田朋幸、安達祐輔、aXisRae、飯飼一幸、熊谷哲矢                    | 天崎學     | 3月5日          |
| #20  |          | 時代的終結     | 藤田伸三 | 佐山聖子           | 佐山聖子 | 中村和代、清水勝祐、蒼依ふたば、重松晉一、前澤弘美、大久保義之、青野厚司 | 木村友美   | 3月12日         |

### 藍光&DVD
| 卷數     | 發行日期       | 收錄話數        | 規格編號     | 規格編號     |
| 卷數     | 發行日期       | 收錄話數        | 藍光限定版   | DVD限定版    |
| 第一系列 | 第一系列       | 第一系列        | 第一系列     | 第一系列     |
| -------- | -------------- | --------------- | ------------ | ------------ |
| 1        | 2021年8月25日  | 第1話－第6話    | ANZX-15351/2 | ANZB-15351/2 |
| 2        | 2021年10月27日 | 第7話－第12話   | ANZX-15353/4 | ANZB-15353/4 |
| 3        | 2021年12月22日 | 第13話－第20話  | ANZX-15355/6 | ANZB-15355/6 |
| 第二系列 |                |                 |              |              |
| 上       | 2023年4月26日  | 第1話 - 第10話  | ANZX-16291   | ANZB-16291   |
| 下       | 2023年7月26日  | 第11話 - 第20話 | ANZX-16293   | ANZB-16293   |

## 外部連結
- 致不灭的你的X（前Twitter）
- 《致不灭的你》动画官方网站（日語）
- 《致不灭的你》动画——NHK（日語）